# Carlos Nicola
Carlos Daniel Nicola Jaumandreu (* 3. Januar 1973 in Montevideo) ist ein ehemaliger uruguayischer Fußballtorhüter und heutiger -trainer. 

## Karriere

### Spieler

#### Verein
Von Anfang 1995 bis zum Ende der Saison 1996/97 spielte er für Nacional Montevideo, danach wechselte er nach Argentinien, wo er sich San Lorenzo anschloss. Nach einer Spielzeit kehrte er wieder nach Montevideo zurück. Anfang 2000 versuchte er es nochmal im Ausland und wechselte nun zu Paranaense nach Brasilien. Nach dem Ablauf der Spielzeit ging er weiter nach Kolumbien, wo er ein weiteres Jahr nun für Independiente Medellín auflief. Zurück in seinem Heimatland spielte er danach von Anfang 2002 bis Sommer 2004 bei CD Maldonado. Für ein halbes Jahr wechselte er dann nochmal nach Guatemala, wo er Teil des Kaders von CSD Municipal war. Seine letzten Jahre in seiner Spielerkarriere verfolgte er dann wieder zurück in Uruguay bis zum Sommer 2006 bei Bella Vista und danach nochmal eine Saison beim Liverpool FC, wonach er dann seine Karriere auch beendete.

#### Nationalmannschaft
Seinen ersten bekannten Einsatz in der uruguayischen A-Nationalmannschaft hatte er am 17. Juli 1996 bei einem 1:1-Freundschaftsspiel gegen die Volksrepublik China, als er zur zweiten Halbzeit für Leonardo Romay eingewechselt wurde. Anschließend stand er auch in zwei Partien bei der Qualifikation für die Weltmeisterschaft 1998 im Herbst 1997 im Tor. Anschließend nahm er mit seiner Mannschaft noch am Konföderationen-Pokal 1997 teil und stand hier beim 4:3-Sieg über Südafrika zwischen den Pfosten.

### Trainer
Bei der Weltmeisterschaft 2022 begleitete er die uruguayische Nationalmannschaft im Trainer-Stab von Diego Alonso als Torwart-Trainer.